# أودة (اسم)
أَوْدَة هو اسم علم مؤنث من أصل عربي، ومعناه هو مؤنث أَوْد، ومعناه الانثناء والإعوجاج والعطف على الغير، والإثقال على الغير وإجهاده.